# 坎塔加略 (卡斯蒂利亞-萊昂)
坎塔加略，是西班牙卡斯蒂利亚-莱昂萨拉曼卡省的一个市镇。 总面积8平方公里，总人口277人（2001年），人口密度35人/平方公里。